# Shay McCartan
Pour les articles homonymes, voir McCartan.
Seamus Vincent « Shay » McCartan, né le 18 mai 1994 à Newry, est un footballeur international nord-irlandais qui évolue au poste d'attaquant à Ballymena United.

## Biographie

### En club
Lors de la saison 2016-2017, il inscrit 11 buts en quatrième division anglaise avec l'équipe d'Accrington Stanley.

### En équipe nationale
Shay McCartan joue avec les moins de 17 ans, les moins de 19 ans, puis avec les espoirs.
Le 2 juin 2017, il fait ses débuts en faveur de l'équipe nationale nord-irlandaise, lors d'un match amical contre la Nouvelle-Zélande (victoire 1-0 à Belfast).

## Palmarès

### En club
Lincoln City 
- EFL League Two (1)
  - Champion en 2019